# Natsumi Hoshi
 (juillet 2025).
Si vous disposez d'ouvrages ou d'articles de référence ou si vous connaissez des sites web de qualité traitant du thème abordé ici, merci de compléter l'article en donnant les références utiles à sa vérifiabilité et en les liant à la section « Notes et références ».
Natsumi Hoshi (星 奈津美, Hoshi Natsumi), née le 21 août 1990 à Koshigaya-shi (préfecture de Saitama), est une nageuse japonaise.

## Biographie
Elle étudie les sciences du sport à l'Université Waseda.

## Palmarès

### Jeux olympiques
- Jeux olympiques de 2012 à Londres :
  -  Médaille de bronze sur 200 m papillon.
- Jeux olympiques de 2016 à Rio de Janeiro :
  -  Médaille de bronze sur 200 m papillon.

### Championnats du monde
- Championnats du monde 2015 à Kazan :
  -  Médaille d'or sur 200 m papillon.

### Championnats pan-paciifiques
- Championnats pan-pacifiques 2014 à Gold Coast :
  -  Médaille d'argent sur 200 m papillon.